# UN-Sonderberichterstatter zu extralegalen, summarischen und willkürlichen Hinrichtungen
Der UN-Sonderberichterstatter zu extralegalen, summarischen und willkürlichen Hinrichtungen (englisch Special Rapporteur on extrajudicial, summary or arbitrary executions) ist ein seit 1992 innerhalb des Menschenrechtsrats der Vereinten Nationen (UN) bestehendes Amt zur Untersuchung von extralegalen (nicht durch ein Gericht angeordneten), summarischen (im Schnellverfahren nach dem Standrecht erfolgten) und willkürlichen Hinrichtungen. Die mit der Aufgabe betraute Person besucht zu diesem Zweck Mitgliedsstaaten und erstellt Jahresberichte.

## Die Rechtslage
Der Berichterstatter zu ungesetzlichen Hinrichtungen wird in seiner Arbeit von international anerkannten Standards geleitet. Das Recht auf Leben wird in erster Linie im Artikel 3 der Universellen Erklärung der Menschenrechte bestimmt. Dazu kommen die Artikel 6, 14 und 15 des Internationalen Pakts über bürgerliche und politische Rechte. Absatz 2 im Artikel 4 des Internationalen Pakts über bürgerliche und politische Rechte bestimmt, dass auch im Falle eines öffentlichen Notstandes das Recht auf Leben nicht außer Kraft gesetzt werden kann.
Eines der sachdienstlichsten Instrumente zur Verhinderung von ungesetzlichen Hinrichtungen sind die Prinzipien, die der Wirtschafts- und Sozialrat der Vereinten Nationen in seiner Resolution 1989/65 vom 24. Mai 1989 verabschiedet hat. Das vierte Prinzip verpflichtet die Regierungen einen effektiven Schutz vor ungesetzlichen Hinrichtungen zu garantieren.

## Das Mandat
Die Menschenrechtskommission in der UN empfahl in der Resolution 1982/29 vom 11. März 1982 dem Wirtschafts- und Sozialrat der Vereinten Nationen den Vorsitzenden der Kommission zu bitten, jemanden als Sonderberichterstatter zu ernennen, um in der 39. Sitzung über „summarische und willkürliche Hinrichtungen“ zu berichten. Diese Resolution wurde als Resolution 1982/35 angenommen. Seither ist das Mandant mehrfach verlängert worden. Mit der Resolution 1992/72 erfolgte die Erweiterung des Mandats, das nun auch „extralegale“ (außergerichtliche) Hinrichtungen einschließen sollte. Das Mandat bezieht sich auf alle Staaten, unabhängig davon, ob sie relevante internationale Vereinbarungen unterzeichnet haben oder nicht.
Der Menschenrechtsrat (englisch Human Rights Council), der die Menschenrechtskommission ablöste, bat in seiner Resolution 8/3 vom 2. Mai 2008 den Sonderberichterstatter u. a.:
- dem Rat und der Vollversammlung der Vereinten Nationen jährliche Berichte über extralegale, summarische und willkürliche (kurz: ungesetzliche) Hinrichtungen vorzulegen, Schlussfolgerungen zu ziehen, Empfehlungen auszusprechen und auf ernsthafte Situationen aufmerksam zu machen, die Aktionen zur Verhinderung einer weiteren Verschlechterung  erfordern;
- effektiv auf Informationen zu reagieren, die ihn oder sie erreichen;
- den Dialog mit Regierungen zu verbessern und den Empfehlungen nachzugehen, die nach Besuchen in bestimmten Ländern gemacht wurden;
- in seiner oder ihrer Arbeit eine geschlechtsspezifische Perspektive zu verfolgen.

Bei der Ausführung der Arbeit sollte er/sie
- dringende Appelle an Staaten schicken, wo die Gefahr von ungesetzlichen Hinrichtungen besteht;
- Länderbesuche unternehmen, um Fakten zu ermitteln (en: fact-finding visits).[3]

Mittels Resolution 26/12 (26. Juni 2014) verlängerte der Menschenrechtsrat das Mandat des Sonderberichterstatters um drei Jahre.

## Die Amtsinhaber
- 1982–1992 S. Amos Wako – Kenia
- 1992–1998 Bacre Waly Ndiaye – Senegal
- 1998–2004 Asma Jilani Jahangir – Pakistan
- 2004–2010 Philip Alston – Australien
- 2010–2016 Christof Heyns – Südafrika
- 2016–2021 Agnès Callamard – Frankreich[6]
- 2021 – Morris Tidball-Binz[7] – Chile, Argentinien

## Besuchte Länder
- Türkei (November 2012) und (Februar 2001)[8]
- Indien (März 2012)
- Albanien (Februar 2010)
- Ecuador (Juli 2010)
- Kolumbien (Mai 2012) Dieser Besuch ging den Empfehlungen vom Juni 2009 nach. Im Oktober 1994 hatte es einen gemeinsamen Bericht mit dem UN-Sonderberichterstatter über Folter gegeben. Ein weiterer Bericht liegt vom Oktober 1989 vor,
- Kenia (April 2011) Dieser Besuch ging den Empfehlungen vom Februar 2009 nach
- USA (März 2012) Dieser Besuch ging den Empfehlungen vom Mai 2011 und Juni 2008 nach. Zuvor hatte es einen Besuch im Oktober 1997 gegeben.
- Afghanistan (Mai 2011) Dieser Besuch ging den Empfehlungen vom Mai 2008 nach. Zuvor hatte es einen Besuch im Oktober 2002 gegeben.
- Zentralafrikanische Republik (Februar 2008)
- Brasilien (November 2007) und (Oktober 2003)
- Philippinen (April 2009) Dieser Besuch ging den Empfehlungen vom Februar 2007 nach
- Guatemala (Mai 2009) Dieser Besuch ging den Empfehlungen vom August 2006 nach
- Sri Lanka (Mai 2008) Dieser Besuch ging den Empfehlungen vom Dezember 2005 nach. Zuvor hatte es einen Besuch im September 1997 gegeben.
- Nigeria (Mai 2008) Dieser Besuch ging den Empfehlungen vom Juli 2005 nach
- Sudan (Juni 2004)
- Jamaika (Februar 2003)
- Demokratische Republik Kongo (April 2012) Dieser Besuch ging den Empfehlungen vom Juni 2002 nach
- Honduras (August 2001)
- Nepal (Februar 2000)
- Mexiko (Juli 1999)
- Ehemalige jugoslawische Republik Mazedonien und Albanien (Mai 1999)
- Papua-Neuguinea Insel Bougainville (Oktober 1995)
- Burundi (April 1995)
- Indonesien und Osttimor (Juli 1994)
- Peru (Mai 1993)
- Ruanda (April 1993)
- Das ehemalige Jugoslawien (August – Oktober 1992)
- Zaire (Mai 1991)
- Suriname (August 1987) und (Juli 1984)
- Uganda (August 1986)

Da die Sonderberichterstatter nur auf Einladung bzw. Zusicherung bestimmter Garantien in die betroffenen Länder reisen, stehen einige Besuche noch aus.